# Brandon Williams
Brandon Paul Brian Williams, född 3 september 2000 i Manchester, är en engelsk fotbollsspelare som spelar för Hull City. 

## Karriär
Williams kom till Manchester United som sjuåring. Williams A-lagsdebuterade den 25 september 2019 mot Rochdale i Ligacupen, en match där han blev inbytt i halvlek mot Phil Jones. Den 17 oktober 2019 förlängde Williams sitt kontrakt fram till juni 2022. Den 20 oktober 2019 gjorde Williams sin Premier League-debut i en match mot Liverpool, som slutade 1-1, där han blev inbytt på övertid mot Andreas Pereira.
Säsongen 2021/22 lånades Williams ut till Norwich City på ett säsongslån.
Säsongen därpå (2023/24) spenderade Williams i Ipswich Town på ett säsongslån.
Den 5 juni 2024 annonserade Manchester United att Brandom Williams lämnar klubben vid hans kontraktslut.